# 1714

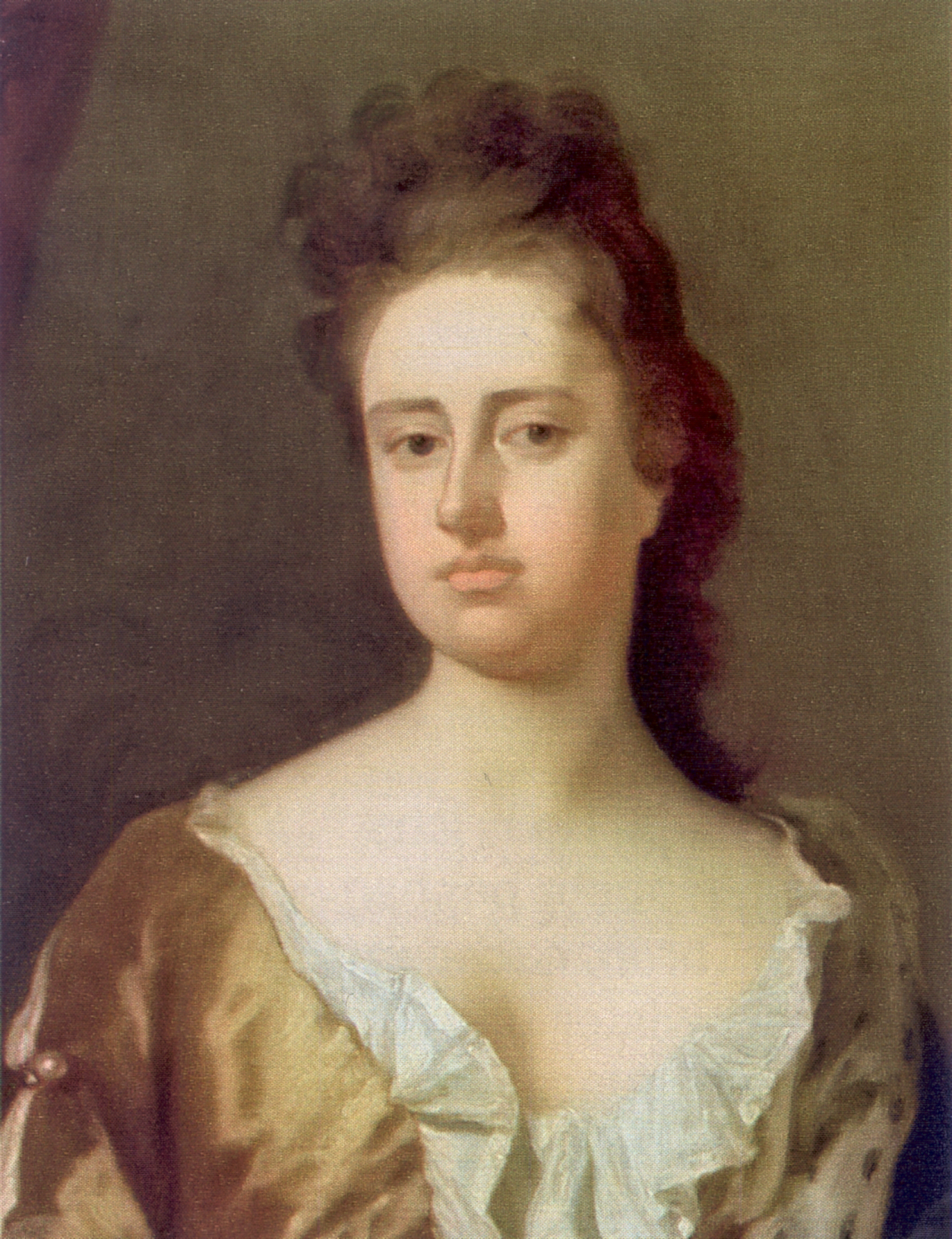
Anne Stuart

Het jaar 1714 is het 14e jaar in de 18e eeuw volgens de christelijke jaartelling.

## Gebeurtenissen
januari
- 6 - Henry Mill krijgt een octrooi op de schrijfmachine.

maart
- 7 - De Vrede van Rastatt wordt gesloten door de opperbevelhebbers van Oostenrijk en Frankrijk ter uitwerking van de Vrede van Utrecht.

juni
- 28 - In Depok op Java sterft de VOC-bestuurder Cornelis Chastelein. In zijn testament geeft hij zijn slaven de vrijheid, alsook het communaal bestuur van de plantage.

augustus
- 1 - Met het overlijden van koningin Anne eindigt in Groot-Brittannië de regeringsperiode van het huis Stuart. Ondanks 18 zwangerschappen sterft zij kinderloos en er is bepaald dat zij opgevolgd zal worden door George van Hannover. Hierbij wordt de katholieke tak van het huis Stuart bewust buiten de opvolging gehouden.

september
- 7 - De Ondertekening van de Vrede van Baden tussen Frankrijk en het Heilige Roomse Rijk. Het is een aanvulling op de Vrede van Utrecht en de Vrede van Rastatt, waarmee de Spaanse Successieoorlog definitief wordt beëindigd.
- Door het verdrag krijgt Oostenrijk de Zuidelijke Nederlanden en de Spaanse gebieden in Italië, dat wil zeggen Napels (nog niet Sicilië), Milaan, Mantua en Sardinië. Het verdrag staat Frankrijk toe de Elzas te behouden, en staat de oostelijke oever van de Rijn (Breisgau) af aan Oostenrijk. De keurvorsten van Beieren en Keulen worden hersteld in hun gebieden en hun posities.
- 11 - Spaanse troepen bezetten Catalonië. Na de dodenherdenkingen van de eerste dagen wordt die dag geleidelijk tot de Catalaanse gedenkdag.

november
- 9 - Paus Clemens XI protesteert in de bul "Nova semper" tegen het Recht van placet, dat door veel Europese vorsten wordt uitgeoefend, en noemt het een belemmering van de uitoefening van zijn kerkelijk gezag.

zonder datum
- Pater Claude Sicard ontdekt de eerste aanwijzing voor het bestaan van de oude Egyptische stad Achetaton: een van de grote grensstèles, die men had uitgehakt om de buitengrenzen van de stad af te bakenen.
- In Brazilië wordt diamant gevonden.

## Bouwkunst

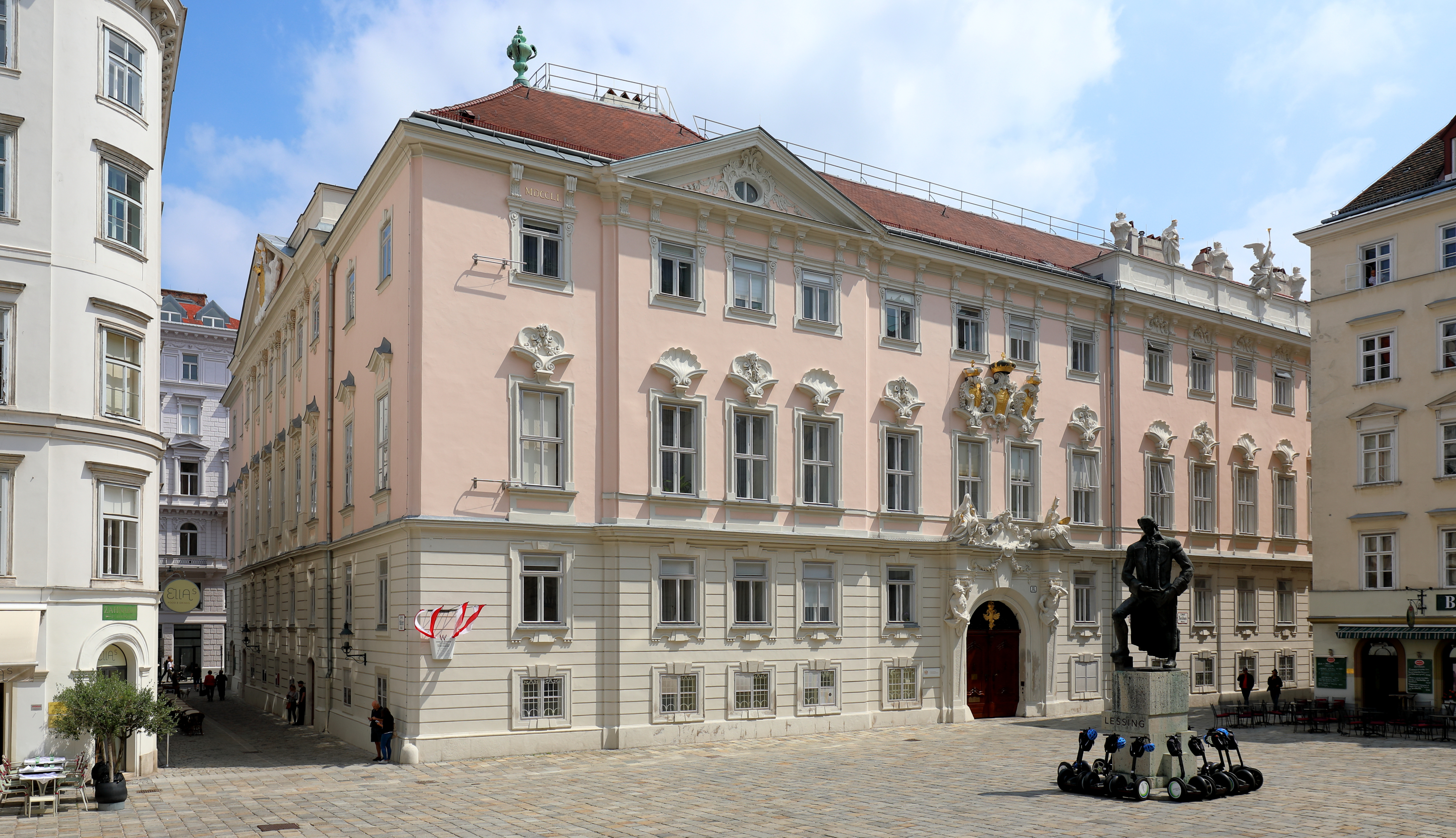
Boehmische Hofkanzlei, Wenen (1714) Johann Bernhard Fischer von Erlach
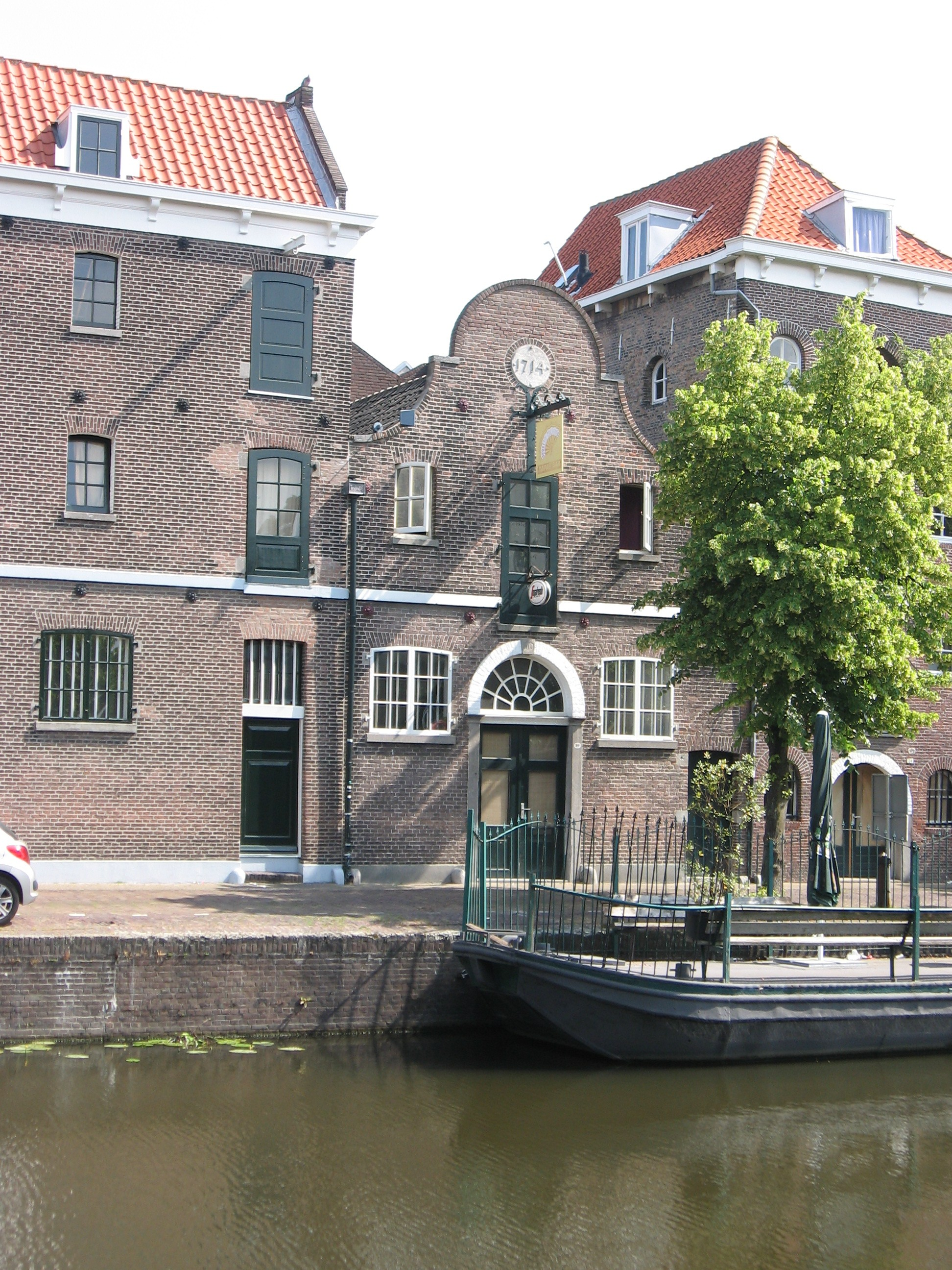
Pakhuis Schiedam (1714)